# Санта-Кьяра
Санта-Кьяра (итал. Basilica di Santa Chiara — базилика Святой Клары Ассизской) — историко-архитектурный комплекс в Неаполе, Италия, включающий церковь Санта-Кьяра, монастырь, гробницы и археологический музей. Фасад церкви Санта-Кьяра выходит на улицу Бенедетто Кроче в историческом центре города.

## История
Архитектурный комплекс, построенный между 1310 и 1340 годами на месте древнеримских терм, состоит из церкви, монастыря и большого, квадратного в плане кьостро (внутреннего двора). Базилика, начатая строительством в 1310 году и завершённая в 1328 году, является крупнейшим готическим памятником в городе. Здесь находится готическая гробница короля Роберта Неаполитанского и его жены Санча из Мальорки. К ним позднее были добавлены другие гробницы и церковь превратилась в место погребения королей Неаполя и Сицилии Анжуйской династии.

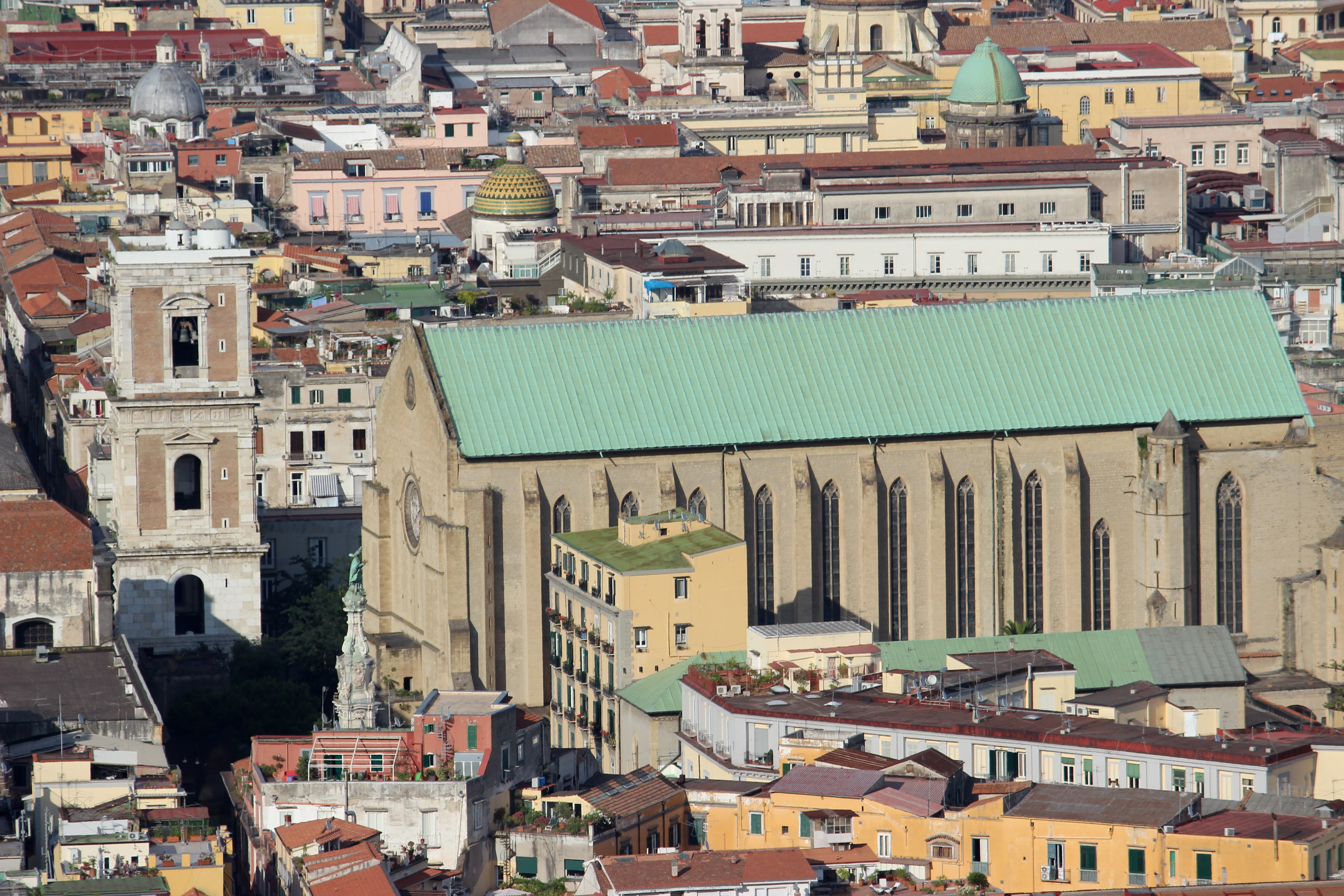
Общий вид монастыря Санта-Кьяра в Неаполе

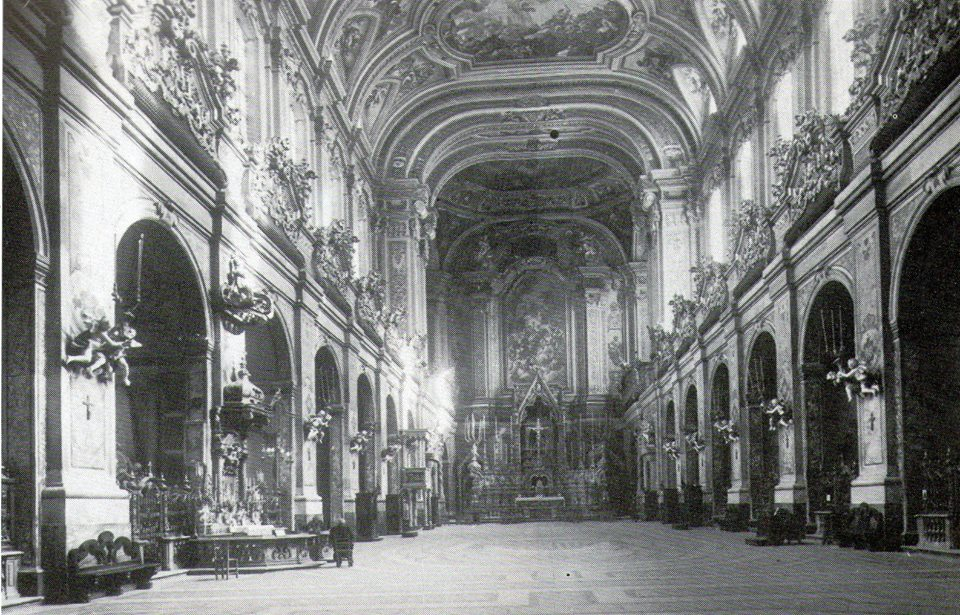
Вид интерьера церкви эпохи барокко до разрушения. Фотография до 1943 г.

Впервые монастырь получил одобрение папы Иоанна XXII в 1317 году. Санта-Кьяра стала самой большой церковью женского монастыря ордена кларисс, связанных духовно и организационно с орденом францисканцев, из когда-либо построенных, и это была первая церковь кларисс, где монахини из своего хора могли наблюдать за совершением мессы (изначально в комплекс входили четыре монастыря: монастырь бедных клариссинок, монастырь Сан-Франческо, монастырь младших братьев и монастырь Сервицио). Церковь использовалась ещё до того, как она была официально достроена, для хранения мощей святого Людовика Тулузского, старшего брата короля Роберта. Одной из реликвий был мозг Святого Людовика в богато украшенном реликварии, увенчанным короной, которую королева Санча пожертвовала храму в память о своем зяте. 7 августа 1340 года церковь и монастырь Санта-Кьяра были освящены.
Изначально монастырь строился в традиционном провансальско-готическом стиле и был покрыт фресками Джотто на темы Апокалипсиса и сцен из Ветхого и Нового Заветов (фрагменты фресок сохранились и экспонируются в музее комплекса). Позднее, в 1742 году здания комплекса были перестроены в стиле барокко по проекту архитектора Доменико Антонио Ваккаро, а неаполитанский живописец Себастьяно Конка после своего возвращения в Неаполь в 1751 году написал картины для церкви.
Во время Второй мировой войны здание было практически полностью уничтожено бомбардировками авиации союзников. После реставрации, проведённой в 1953 году, об аутентичности которой неоднократно возникали дискуссии, все постройки были восстановлены.

## Архитектура церкви
Большое удлинённое в плане здание церкви (без трансепта) имеет протяжённость внутри стен 110,5 м и ширину 33 м. Стены нефа имеют высоту 47,5 м, а длина самого нефа 82 м. С каждой стороны нефа расположено по десять боковых капелл, перекрытых сводами, и они поддерживают галерею, идущую по обеим сторонам нефа. Над галереей имеются большие стрельчатые окна, через которые льются потоки света, делающие пространство интерьера светлым и лёгким. Особенностью здания является то, что боковые капеллы встроены в тело церкви. Ещё одной особенностью является то, что церковь не имеет апсиды. Главный алтарь с обеих сторон окружён прямоугольными хорами. За алтарём находится стена, отделяющая основную часть церкви от хора монахинь. Над алтарём расположено большое витражное стрельчатое окно. Выше расположены три окна-розы.
Отдельно от здания церкви расположена колокольня. Её строительство было начато в 1328 году, а завершено лишь в эпоху Возрождения.

## Интерьер
За главным алтарем находится гробница короля Роберта Анжуйского, созданная Пачо и Джованни Бертини в 1343 году. В боковых капеллах находятся гробницы короля Неаполя из рода Бурбонов, Франциска II и его супруги Марии Софии Баварской, а также королевы Марии Кристины Савойской и национального героя Сальво д'Аквисто (карабинера, пожертвовавшего своей жизнью ради спасения заложников во время нацистской оккупации).
Первоначально интерьер был выполнен в готическом стиле, но реконструкция с 1742 по 1762 год, проведенная Доменико Ваккаро, Гаэтано Буонокоре и Джованни дель Гаизо, придала интерьеру качества стиля барокко. Лепной потолок расписан группой художников, в том числе Франческо де Мура, Джузеппе Бонито, Себастьяно Конка и Паоло де Майо. Пол был вымощен по проекту архитектора Фердинандо Фуги. Однако, большая часть внутреннего убранства была уничтожена во время бомбардировок 1943 года.
На контрфасаде находится захоронение Агнессы из Клеменцы работы неизвестного скульптора начала XV века. Рядом остатки надгробного памятника Антонио Пенне, работа Антонио Бабоччо да Пиперно (датируется между 1407 и 1411 годами). В капелле Святого Сердца находится надгробие Раймондо де Кабанни. В шестой капелле слева имеются барельефы XIV века, изображающие мученичество супруги императора Максенция, а в седьмой находится гробница Людовика, сына Карла, герцога Дураццо, ещё одна работа XIV века флорентийца Пачо Бертини.

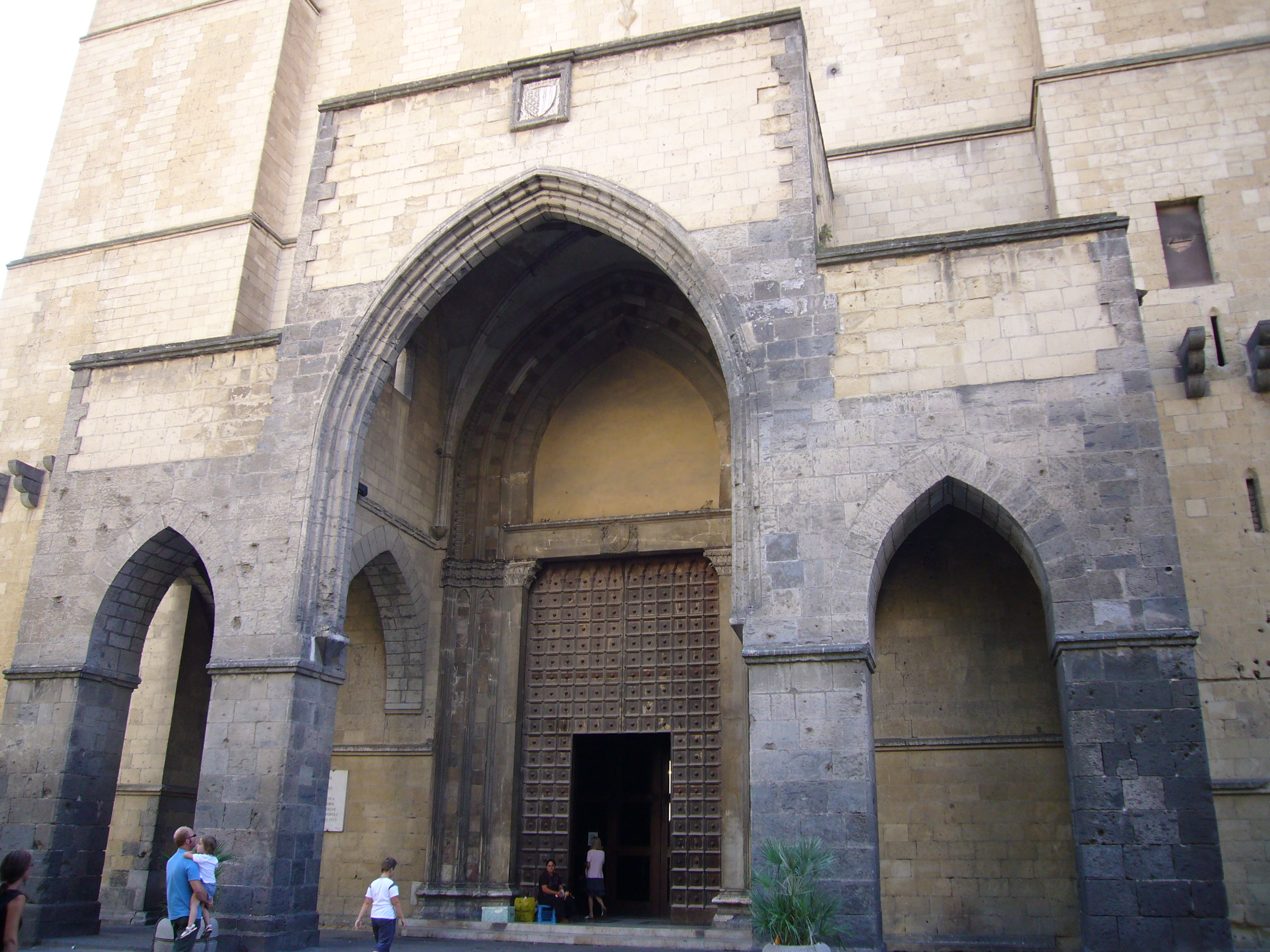
Главный фасад
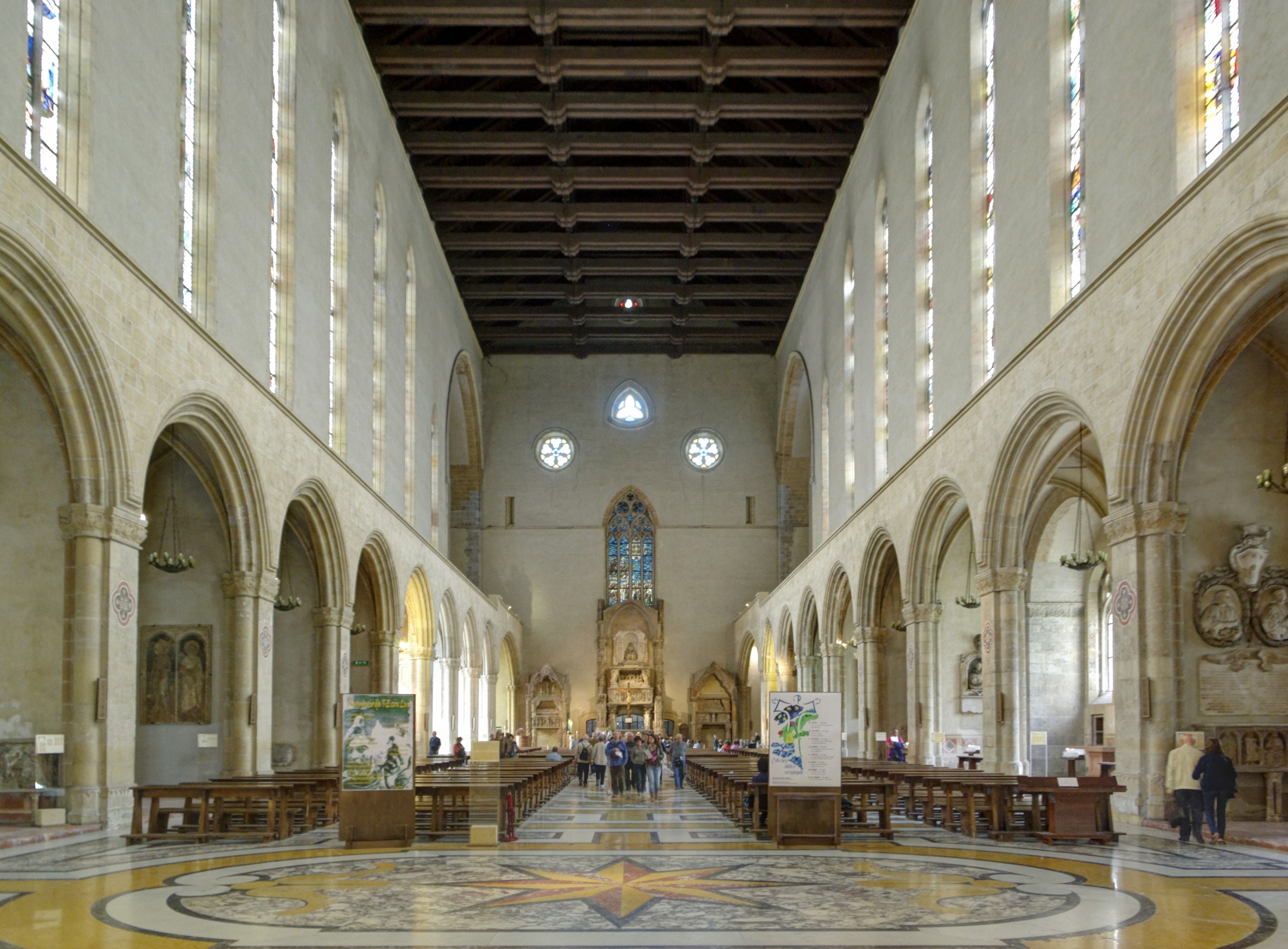
Интерьер церкви. Современный вид
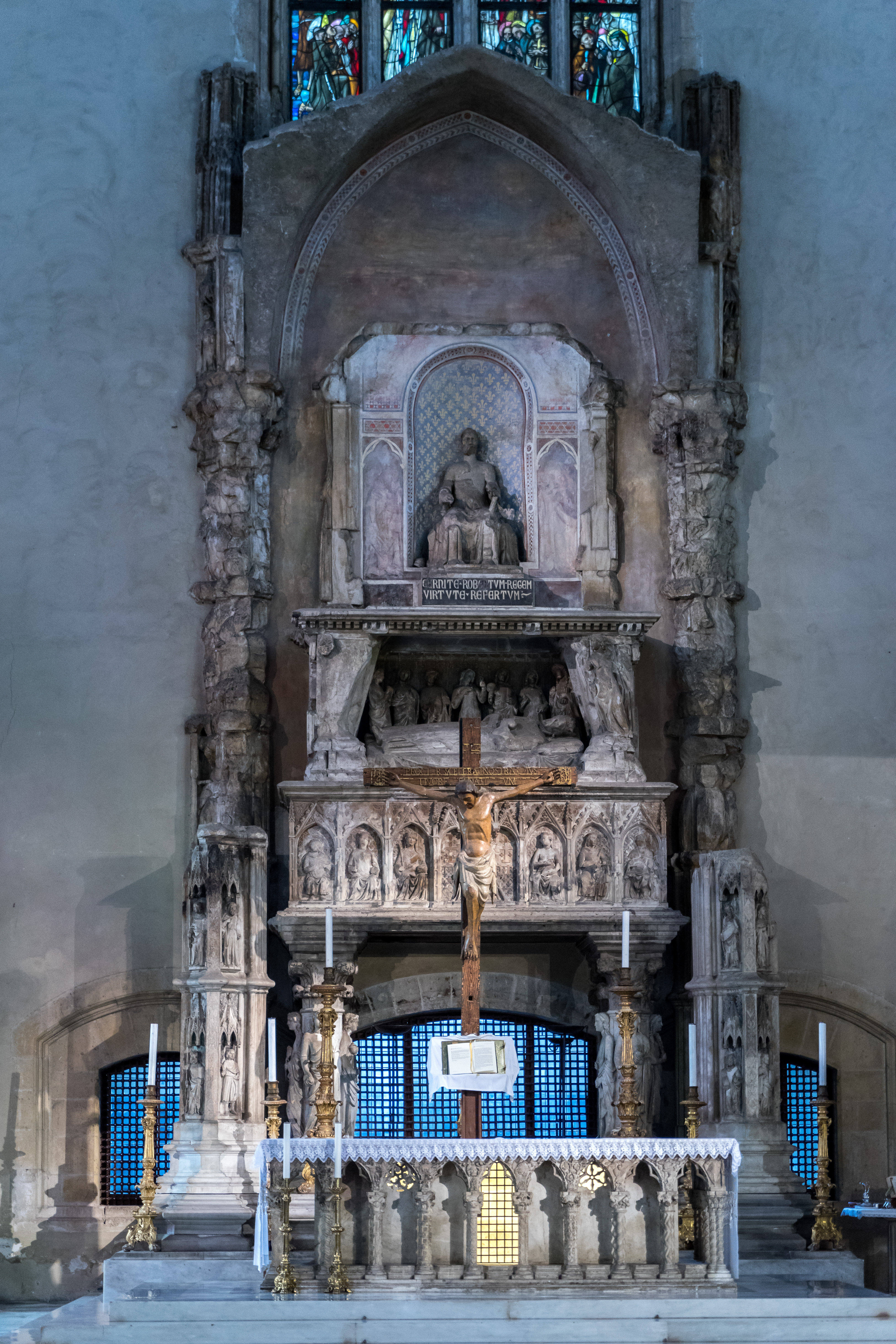
Главный алтарь и захоронение Роберта Неаполитанского
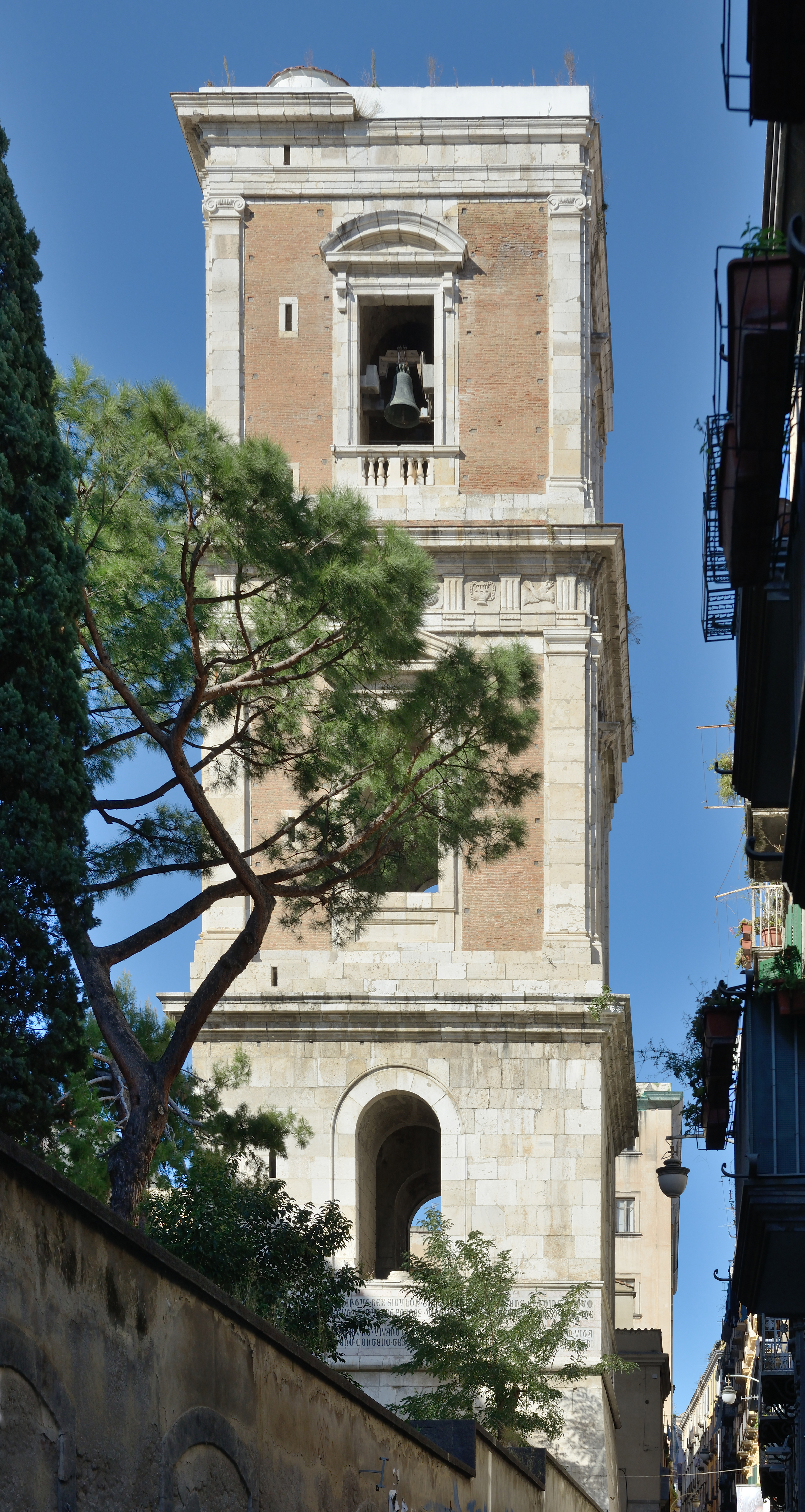
Кампанила (колокольня)

## Майоликовый дворик (Chiostro maiolicato)
Монастырь кларисс известен уникальным кьостро (монастырским двориком), созданным в 1742 году Доменико Антонио Ваккаро в стиле своеобразного неаполитанского рококо. Архитектор разделил большой двор (82,3 × 78,3 м) на кварталы двумя, пересекающимся под прямым углом проходами, оформленными наподобие перголы семидесятью двумя восьмиугольными колоннами (без перекрытия), которые облицованы полихромными расписными майоликовыми плитками. Колонны, причудливой формы скамьи украшены плитками с росписями флоральным (растительным) декором, неаполитанскими пейзажами и буколическими сценами работы мастеров-керамистов Донато и Джузеппе Массы. Ранее во дворике находились фонтаны и один из них был полностью окружён «майоликовым морем».
Среди майоликовых росписей можно также увидеть сценки повседневной жизни Неаполя XVII и XVIII веков, что делает их особенно интересными с исторической точки зрения, и аллегории четырёх стихий: земли, воздуха, огня и воды. Между цветниками расположены два фонтана с майоликовыми основаниями, один из которых украшен четырьмя скульптурами львов XIV века.
По периметру «майоликового дворика», в галереях имеются фрески XVII века, изображающие святых, аллегории и сцены из Ветхого Завета.

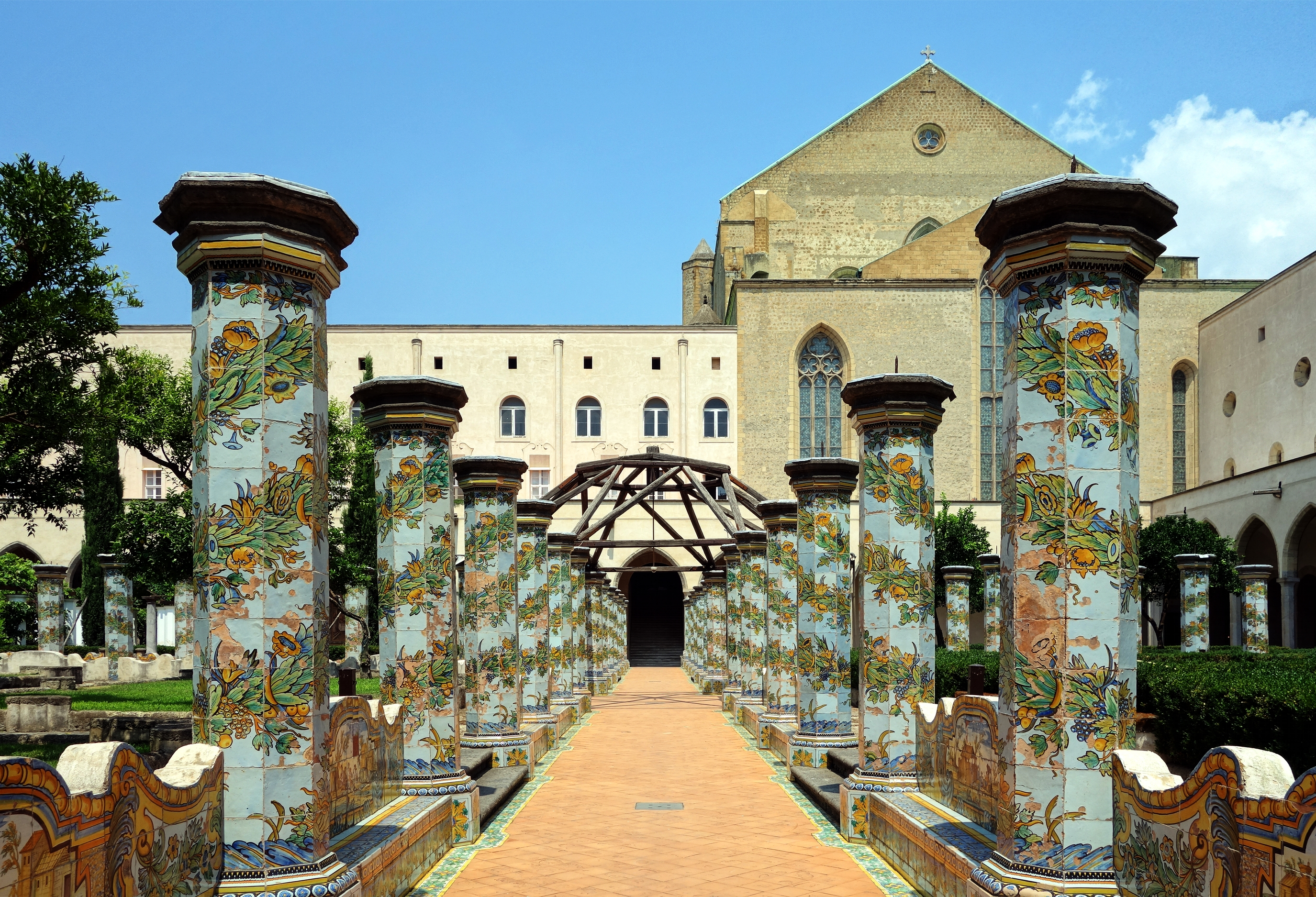
Кьостро монастыря (Майоликовый дворик)
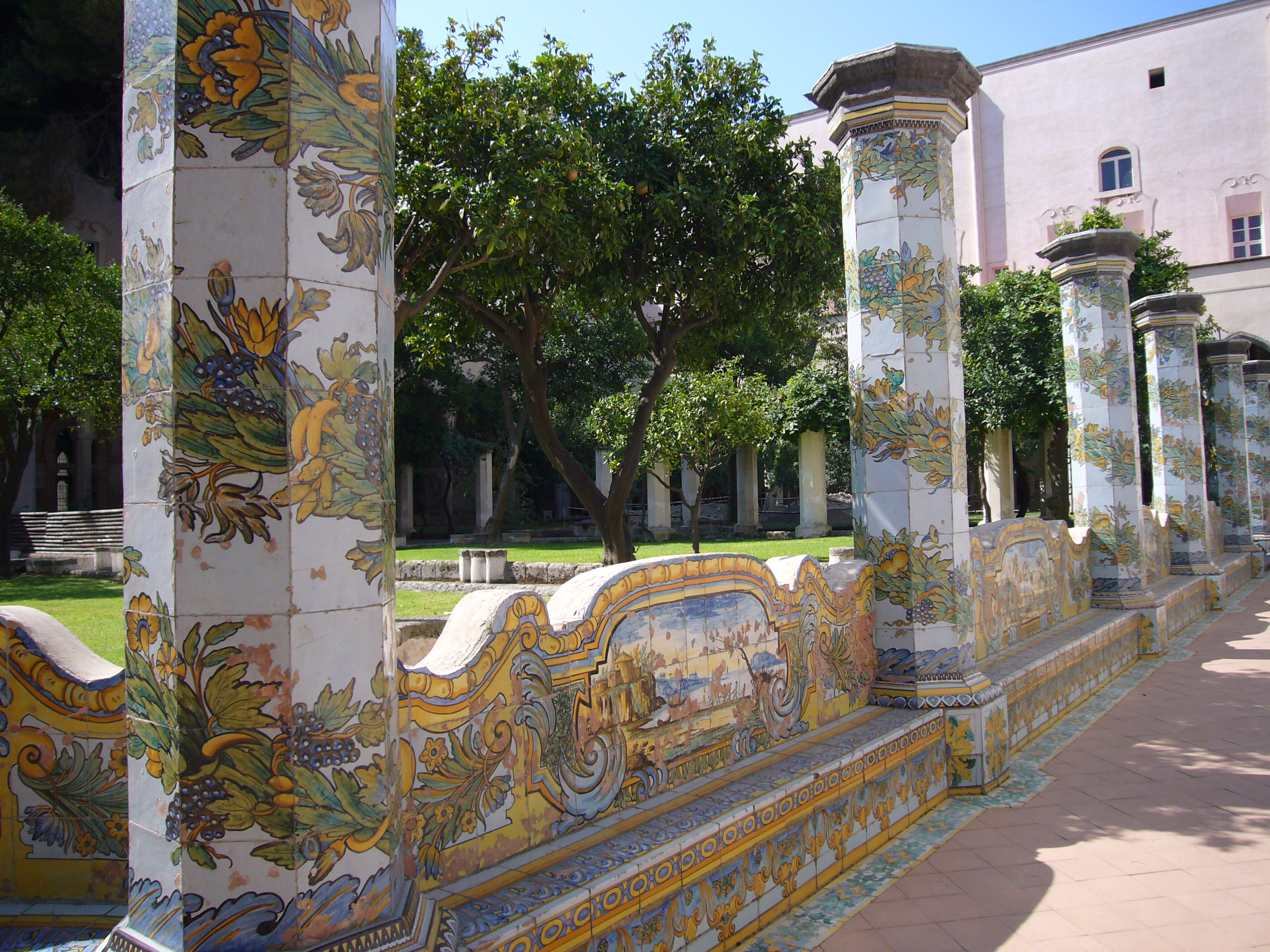
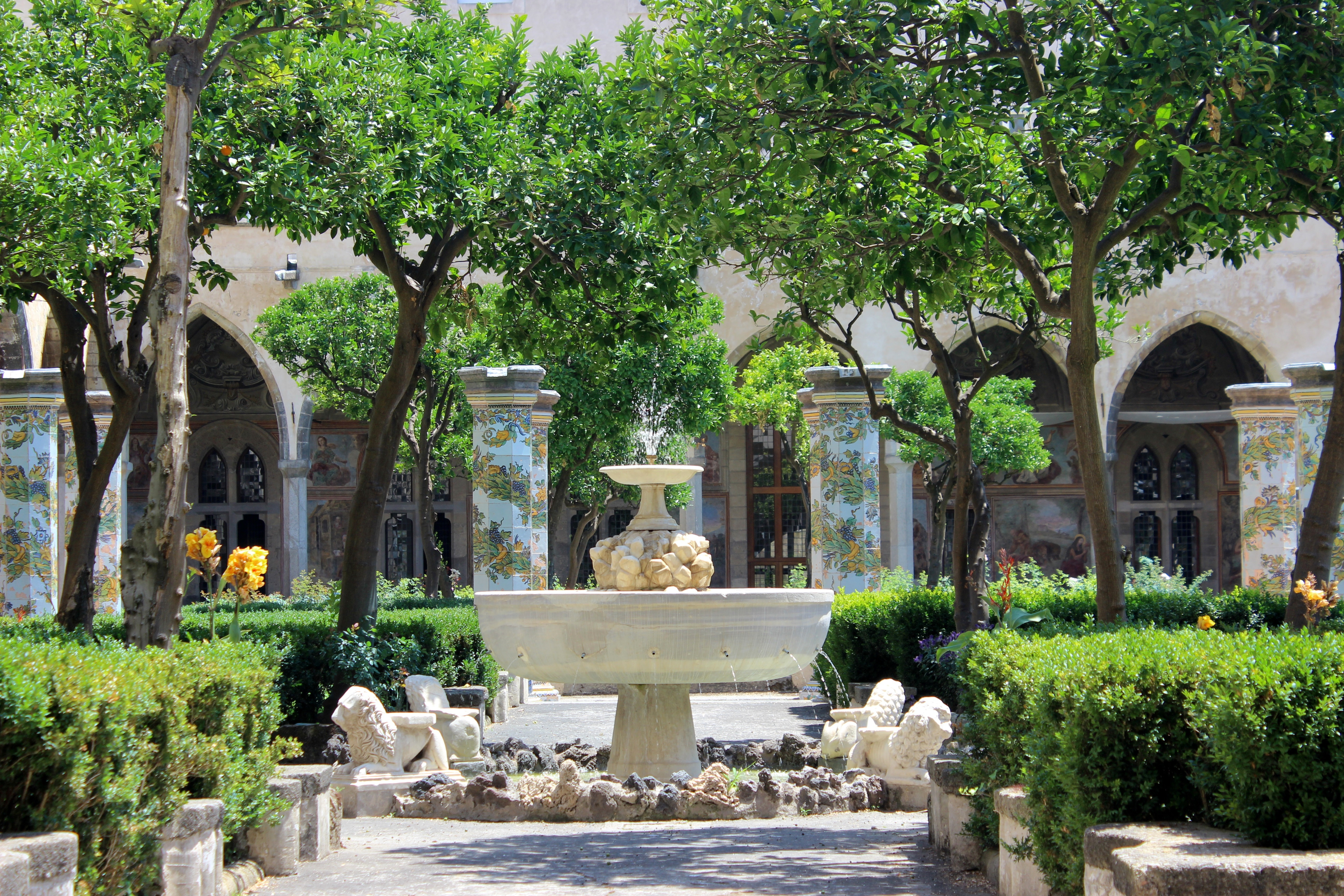
Фонтан
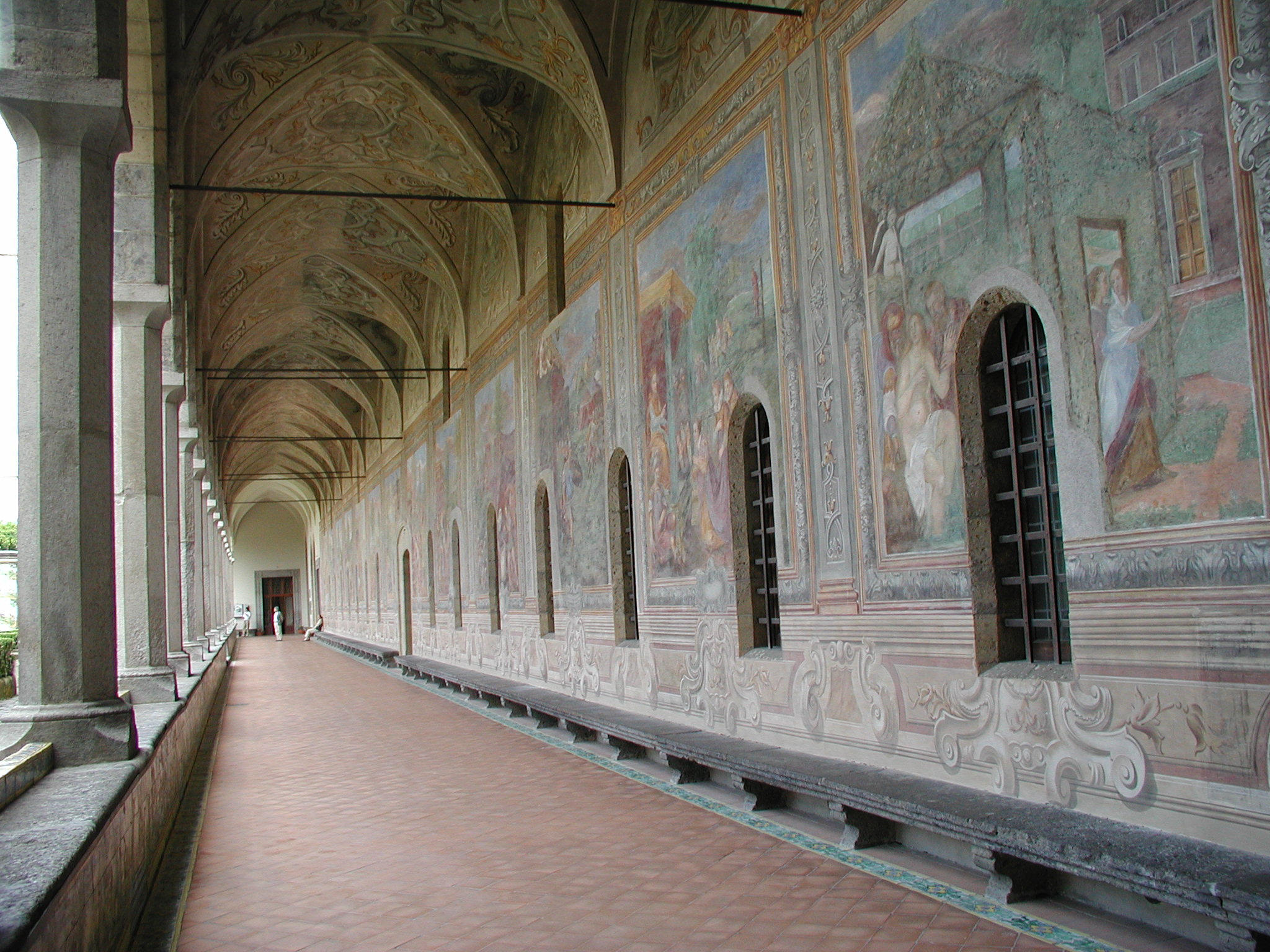
Галерея с фресками
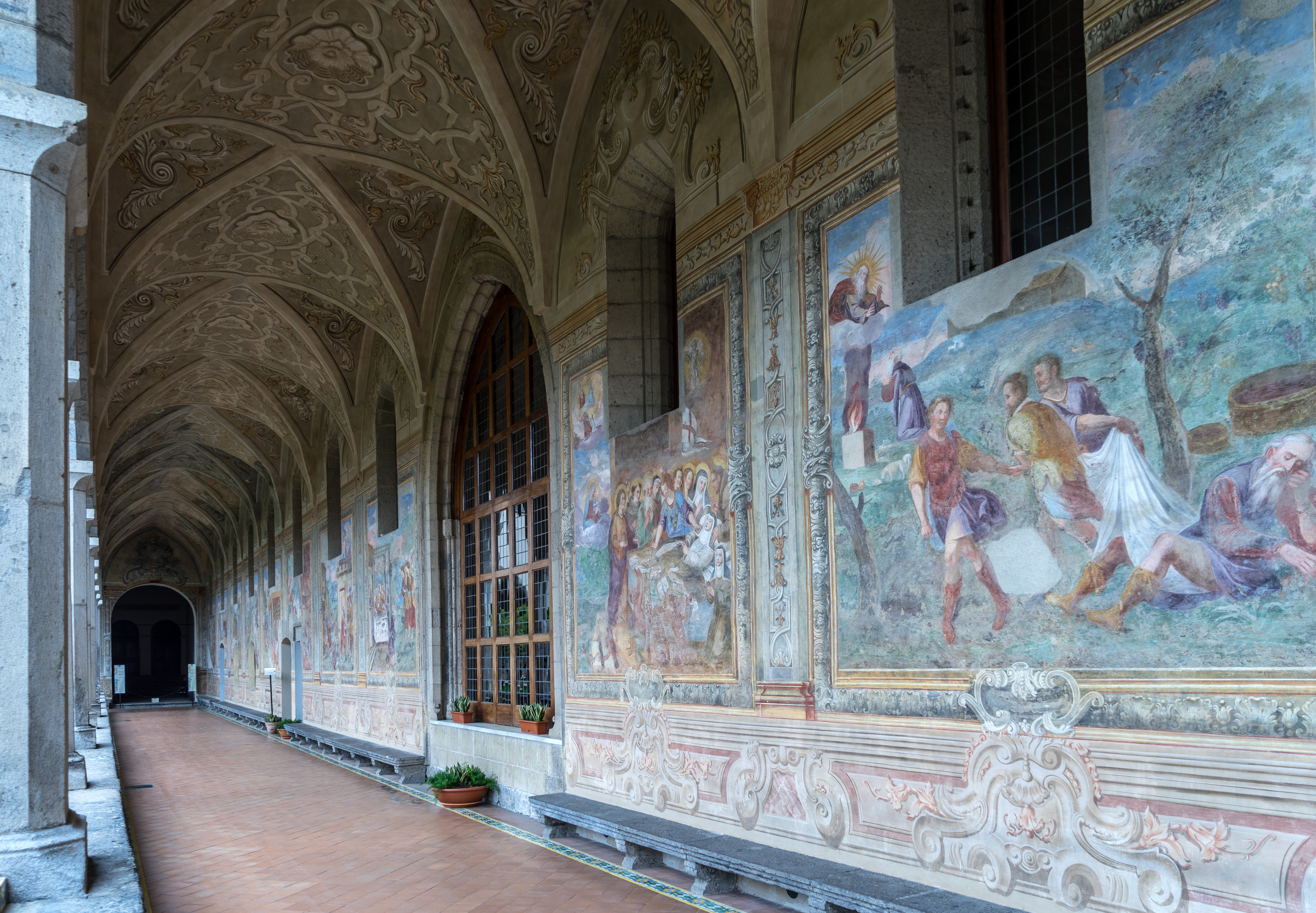
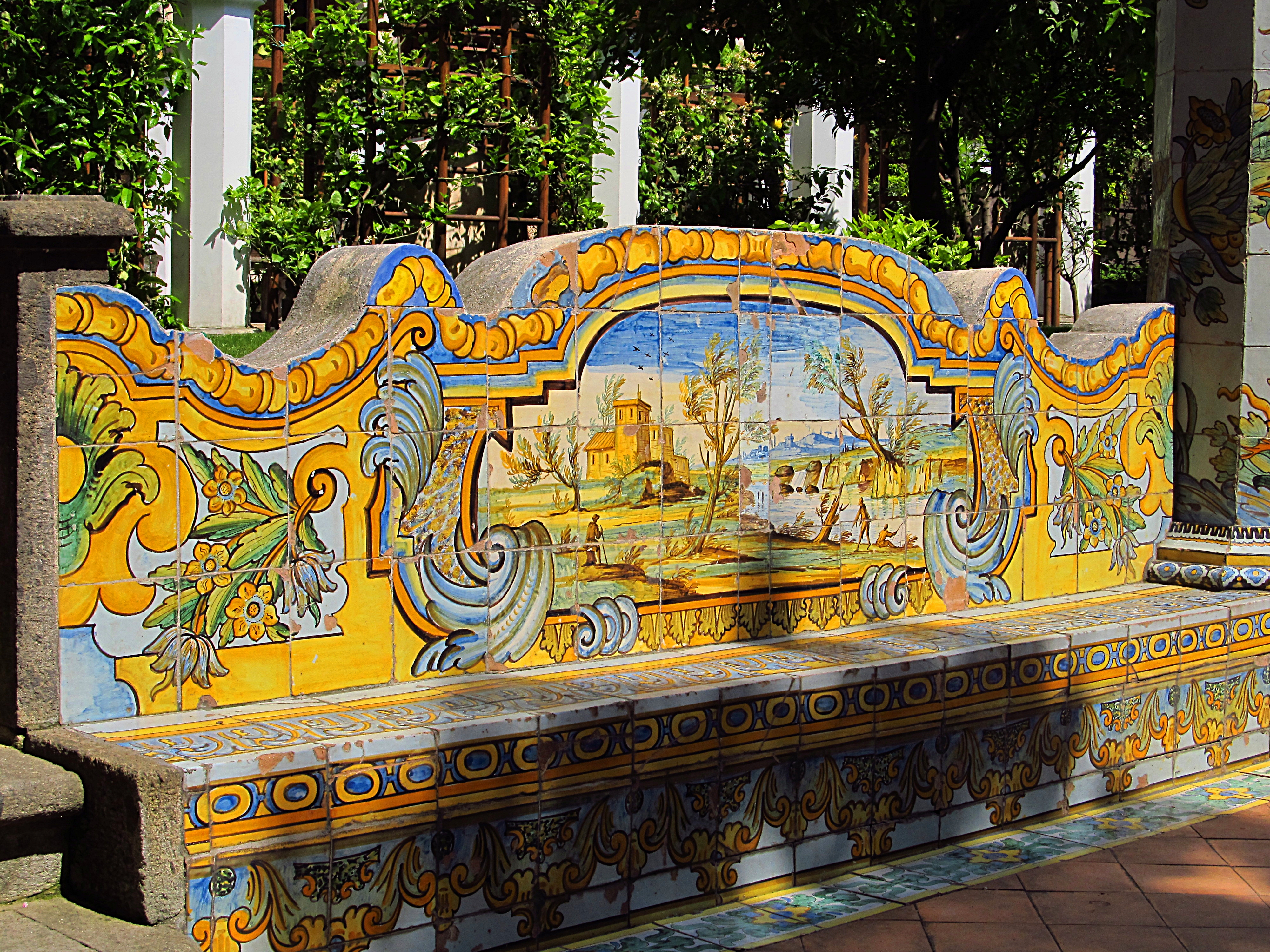
Скамья дворика
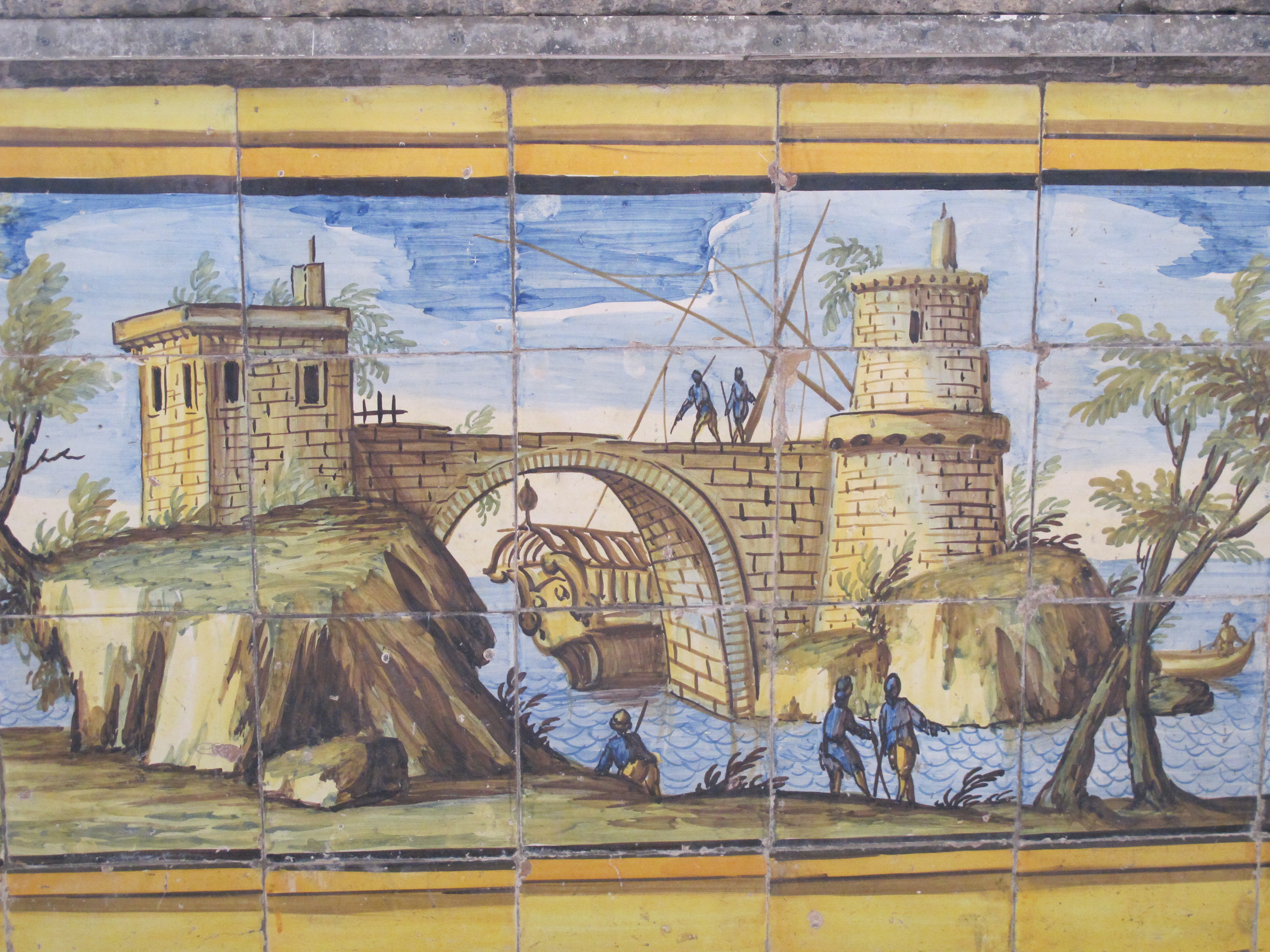
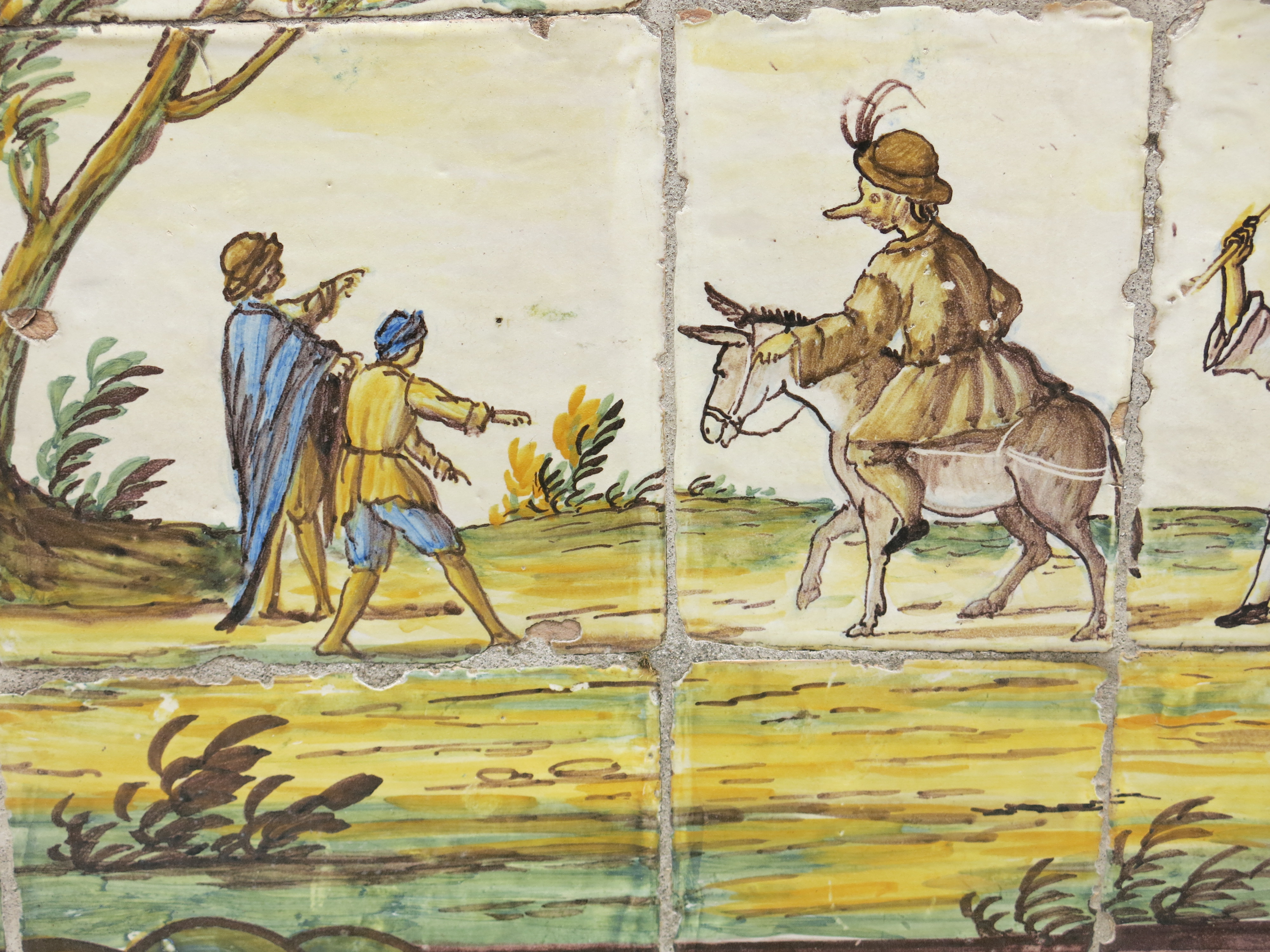

## Музей
В музее хранится информация об истории церкви, археологические находки, фрагменты скульптур и фресок, архитектурные детали, оставшиеся после пожара, уничтожившего часть церкви в 1943 году. В музее также экспонируется коллекция барочных презепио (вертепов). В «археологической зоне» — остатки древнеримских сооружений.

## Захоронения
- Король Роберт Мудрый;
- Члены королевского дома Неаполитанских Бурбонов, в том числе короли Фердинанд I, Франциск I, Фердинанд II;
- Блаженная Мария Кристина Савойская, первая жена Фердинанда II;
- Сальво д'Аквисто — национальный герой Италии;
- Санча Майоркская — королева-консорт Неаполитанского королевства (1309—1343).

## Традиции
Существует поверье, что пары, обвенчавшиеся в этой церкви, будут жить счастливо, не узнают разлук, бедности и недоверия, поэтому церковь пользуется большой популярностью среди девушек и юношей Неаполя.